# Aneura
Aneura es un género de musgos hepáticas perteneciente a la familia Aneuraceae. Comprende 239 especies descritas:

## Taxonomía
El género fue descrito por  Barthélemy Charles Joseph Dumortier y publicado en Commentationes Botanicae 115. 1822.

## Algunas especies
1. Aneura alata Stephani
2. Aneura allionii Stephani
3. Aneura amazonica Spruce
4. Aneura amboinensis Stephani
5. Aneura ambrosioides (Nees) Pearson
6. Aneura andina Spruce
7. Aneura androgyna (Schiffner) Stephani